# Naucratis

De plek Naucratis in de Nijldelta.

Naucratis was een Griekse handelsnederzetting in de Oud-Egyptische Nijldelta.

## Naam
De stad werd in het Oudegyptisch Najoe-Keredj  genoemd. Dat betekent: de vestiging van Keredj. De Grieken noemden de plaats Ναύκρατις. 

## Geschiedenis
De stad werd gesticht rond 630 v.Chr., onder de 26e dynastie, als eerste Griekse handelskolonie in Egypte. Haar stichters waren Ionische huurlingen die deze gunst van de Egyptische farao Psammetichus I ontvingen, na bewezen diensten.
Er is archeologisch bewijs dat de Myceense Grieken nauwe handelsbanden hadden aangeknoopt met Egypte, maar deze betrekkingen gingen grotendeels, zo niet volledig, verloren in de loop van de duistere eeuwen, en de verovering van Egypte door de Assyriërs was al helemaal niet bevorderlijk voor een hervatting. Eerst nadat Psammetichus I in 663 v.Chr. zijn land van het Assyrische juk had bevrijd, kregen de Grieken opnieuw toegang tot het land. Psammetichus en zijn opvolgers deden zelfs een beroep op Ionische en Carische huurlingen (hun namen staan te lezen op de graffiti van Aboe Simbel). De Griekse soldaten in dienst van de farao werden uiteraard gevolgd door kooplieden, die de handel tussen de Egeïsche wereld en Egypte nieuw leven inbliezen.
Maar de vestiging van blijvende factorijen werd niet overgelaten aan het vrije initiatief van de Grieken. De soldaten werden gehuisvest in aparte kampementen, maar voor de koopwaren en de werkzaamheden van de kooplieden werd door de koning een plaats toegewezen in het westen van de Nijldelta, dicht bij de zogenaamde Canopische vertakking van de stroom. Daar ontstond, in het laatste kwart van de 7e eeuw v.Chr., de nederzetting Naucratis.
Onder de filhelleen Amasis (568-526) werd de status van Naucratis definitief geregeld. De Grieken genoten er een bestuurlijke autonomie en de vrijheid van eredienst. Twaalf Griekse staten deelden het beheer in deze geprivilegieerde handelskolonie, waaronder Milete, Phocaea, Cnidus en Halicarnassus, en de eilandstaten Samos, Chios, Rhodus en Aegina. Tot aan de verovering van Egypte door Cambyses II in 525 v.Chr. kende Naucratis een bloeiperiode: Griekse schepen importeerden er zilver uit de mijnen van Sifnos of Thracië, en laadden er graan uit de Nijldelta. ter plaatse was er ook nijverheid; zo werden er amuletten in de vorm van scarabeeën gemaakt voor de export. Op haar hoogtepunt telde de stad ongeveer 10.000 inwoners.

## Tempels en religie

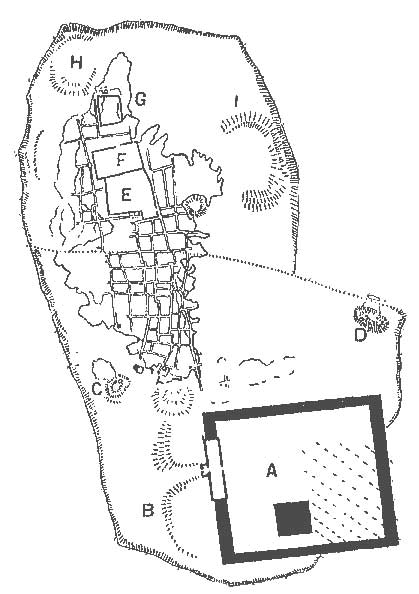
Plattegrond door William Flinders Petrie:
A = Tempelcomplex van Amon-Ra
E = Heiligdom van Hera
F = Heligdom van Apollo
G = Hellenion-heiligdom

In Naucratis was de bevolking gemengd Grieks-Egyptisch en de goden van beide gebieden werden aanbeden. Er waren verschillende tempels voor de Griekse goden: Aphrodite, Hera en Apollo en anderen. Het Hellenion was het grootste Griekse heiligdom. Het was gesticht door de gezamenlijke Griekse staten en vormde ook hun administratief centrum. De grootste tempel was deze voor Amon, in zijn lokale vorm van Amon-Ra Baded, een god met een ramshoofd. 

## Archeologie
Tegenwoordig zijn de tempels tot ruïnes geworden en is er vrij weinig te zien. De vroegste archeologische opgravingen vonden plaats tussen 1884 en 1903 onder leiding van William Flinders Petrie en David Hogarth.  